# BITNET
A BITNET (acrônimo de "Because It's Time to NETwork" ou "Because It's There NETwork") foi uma rede remota criada em 1981 a partir da ligação entre a Universidade da Cidade de Nova Iorque e a Universidade Yale, que visava proporcionar um meio rápido e barato de comunicação para o meio acadêmico. Era administrada pelo CREN (Corporation for Research and Educational Networking) em Washington D.C., e usada para fornecer serviços de correio eletrônico e de transferência de arquivos entre computadores de grande porte em instituições educacionais e de pesquisa na América do Norte, na América do Sul, Europa e Japão. Chegou a alcançar mais de 2 500 universidades e institutos de pesquisa em todo o mundo.
A BITNET utilizava um software da IBM chamado RSCS (Remote Spooling Communication Subsytem) e o protocolo NJE (Network Job Entry) em vez do TCP/IP, mas podia trocar mensagens de correio eletrônico com a Internet.
Até o início da década de 1990, a BITNET tinha alguma importância na conectividade mundial, mas foi definitivamente suplantada pela maior abrangência da Internet. A principal aplicação da BITNET foi a manutenção de listas de distribuição. A diferença mais visível entre a BITNET e a Internet está nos endereços dos servidores. Os domínios da BITNET eram formados por dois caracteres que identificavam o país, seguidos imediatamente pelo nome do servidor (geralmente a sigla da instituição), sem separadores. Os domínios localizados nos Estados Unidos eram exceção, por não possuirem o código de identificação do país. São exemplos de endereços típicos da BITNET: XXXXX@BRLNCC (Laboratório Nacional de Computação Científica, no Brasil) ou XXXXX@CUNYVM (Universidade da Cidade de Nova Iorque, nos Estados Unidos). 